# Кіндіккарагай
Кіндіккарага́й (каз. Кіндікқарағай) — село у складі Бурабайського району Акмолинської області Казахстану. Входить до складу Урумкайського сільського округу.
Населення — 181 особа (2021; 252 у 2009, 405 у 1999, 355 у 1989).
Національний склад станом на 1989 рік:
- казахи — 100 %.

У радянські часи село називалось також Кіндик-Карагай.